# Sanhattan

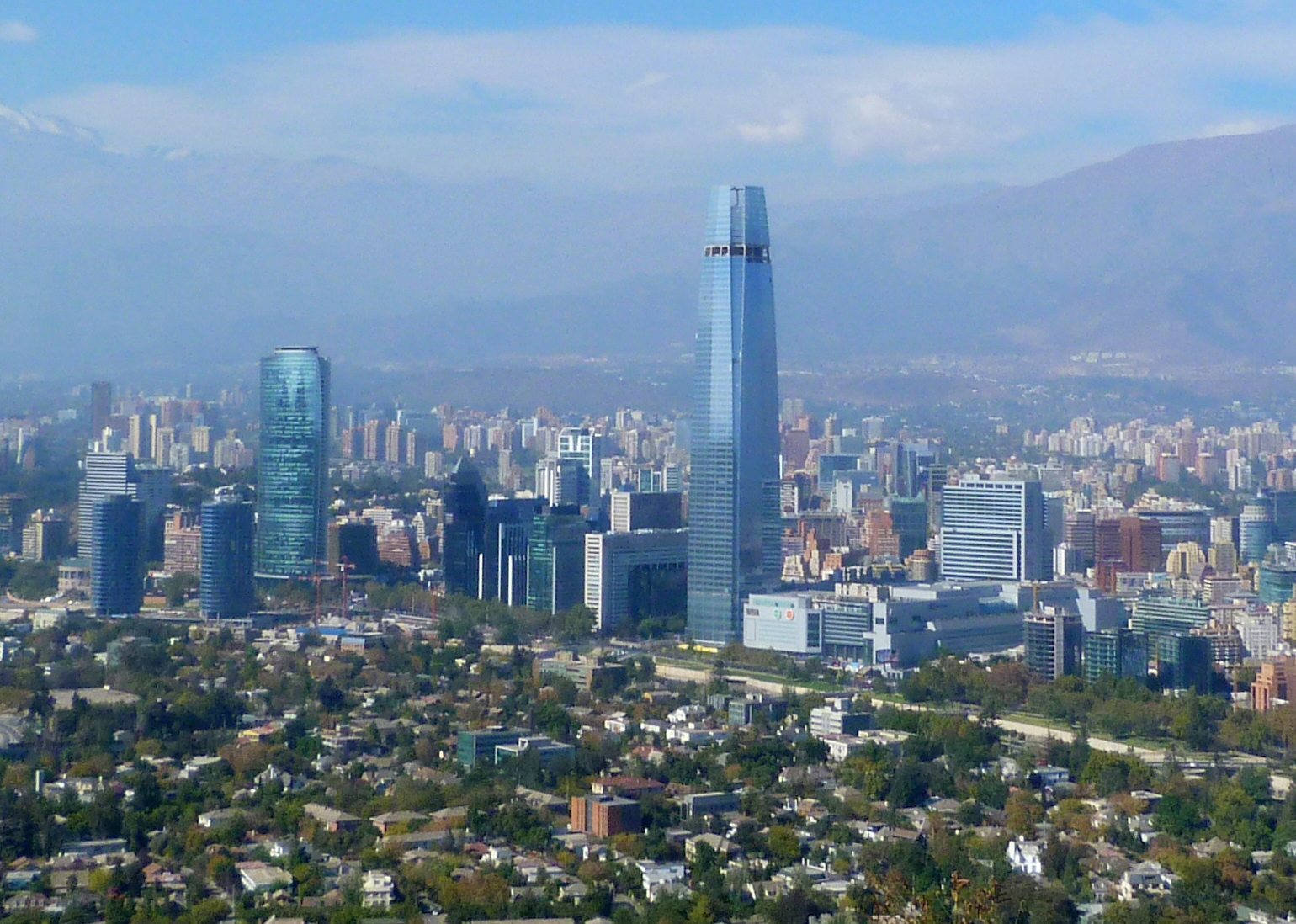
Sanhattan.

Sanhattan é uma denominação que recebe o maior centro financeiro da cidade de Santiago, no Chile.
É o principal centro financeiro da capital chilena, e se destaca pela moderna verticalização.
Seu nome faz alusão à ilha de Manhattan em Nova Iorque, Estados Unidos.